# Gastón Acurio

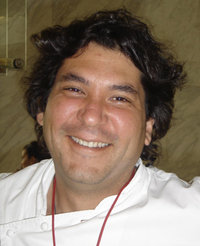
Gastón Acurio

Gastón Acurio Jaramillo (* 30. Oktober 1967) ist ein peruanischer Koch und ein wichtiger Vertreter der peruanischen Küche. Er ist Inhaber internationaler Restaurants und Autor mehrerer Kochbücher. Daneben hat er in Peru eine eigene Fernsehsendung und arbeitete an mehreren Zeitschriften mit.

## Leben und Vision
Gastón Acurio Jaramillo wurde als einziger Sohn von Gastón Acurio Velarde und Jesúsa Jaramillo Razuri geboren. Er hat vier ältere Schwestern.
Nach einem abgebrochenen Jurastudium in Lima lernte er in Europa an der Hotellerieschule Sol de Madrid in Spanien und am Le Cordon Bleu in Paris das Kochen. Dort lernte er seine aus Deutschland stammende, in Frankreich aufgewachsene spätere Ehefrau Astrid Gutsche (* 1971) kennen. Sie haben zwei Töchter: Ivalú und Kiara.
1994 kehrte er mit ihr nach Peru zurück und sie eröffneten zusammen ein französisches Restaurant, schließlich hatten beide das Handwerk in Paris gelernt. Doch die Beschaffung der richtigen Zutaten erwies sich als schwierig und Acurio begann, sich intensiver mit der Küche seiner Heimat auseinanderzusetzen. Er war maßgeblich an der Entwicklung der sogenannten Cocina Novoandina beteiligt: Die internationale Gourmetküche bereicherte er mit typisch peruanischen Zutaten und umgekehrt, peruanische Gerichte wurden von Astrid y Gastón neu interpretiert und für den Feinschmecker attraktiv präsentiert. Heute gehört er zu den renommiertesten Köchen Lateinamerikas.
Seine Motivation: „Seit meiner Geburt genoss ich die beste Erziehung. Ich bin bei der besten Familie aufgewachsen, im besten Haus im schönsten Stadtteil. Ich habe an der besten Universität studiert. Kein Wunder also, dass ich es in meinem Leben weit bringen konnte. Ich hatte Möglichkeiten, wie sie nur wenige Peruaner bekommen. Jetzt bin ich an der Reihe, meiner Heimat durch mein Wirken zurückzugeben, was ich bekommen habe.“
Seine Vision teilte er mit Studenten der Universidad del Pacífico bei seiner Eröffnungsrede im März 2006: „In 20 Jahren soll es in jeder Metropole der Welt neben einer Pizzeria ein peruanisches Fleischspießchen-Lokal Anticuchería geben, neben einem Burgerladen eine peruanische Sandwich-Bistro Sanguchería, neben einer Sushi-Bar ein peruanisches Fischrestaurant Cevichería … Die Marke Peru soll ein Synonym von hoher Gastronomie werden und ihre Attraktivität auf andere peruanische Erzeugnisse übertragen“. Acurio hat die Stiftung Pachacútec im gleichnamigen, armen Vorort von Lima gegründet, um minderbemittelten jungen Leuten in einer Kochschule eine Kochausbildung zu ermöglichen.
Im Jahr 2018 erhält Gastón Acurio die Auszeichnung ECKART für Innovation. „Astrid Gutsche und Gastón Acurio sind keine gewöhnlichen Gastronomen: Durch den Mut, mit einheimischen Zutaten und Rezepten der Haute Cuisine die Stirn zu bieten, revolutionieren die beiden die Kochwelt eines ganzen Landes. Gastón Acurio besinnt sich auf die grundlegenden Werte des Kochens: Qualität, Kreativität und Regionalität. Das soziale Engagement, mit seinen Kreationen das eigene Land zu einer Marke entwickeln und so in den Wohlstand führen zu wollen - das verdient die Auszeichnung für Innovation“, begründet Eckart Witzigmann die Entscheidung der Jury.

## Restaurants und Franchisingunternehmen
Mit seiner Frau Astrid führt er seit 1994 die Restaurantkette Astrid & Gastón mit den Ursprüngen in Miraflores, dem reichsten Stadtteil in Lima. Mittlerweile gibt es gleichgenannte Restaurants auch in Santiago de Chile, Bogotá, Quito, Caracas, Buenos Aires, Mexiko-Stadt, Panamá, Madrid und London. Das Cafe del Museo liegt im kunsthistorischen Museum Rafael Larco Herrera in Lima. Das Café wurde vom Architekten Jordi Puig gestaltet. Die Konditorei und Pralinerie T'anta wurde 2003 eröffnet. T'anta kommt aus dem Quechua und heißt Brot. La Mar ist eine Cevichería, welche zuerst in Lima eröffnet wurde. Seit 2008 gibt es peruanische Restaurants unter diesem Namen auch in den USA in San Francisco und New York sowie in Mexico-Stadt, São Paulo, Panamá und Bogotá. Madam Tusan ist ein Chifa, d. h. ein Restaurant mit chinesisch/peruanischem Essen, mit Standorten in Lima und Santiago de Chile. Insgesamt besitzt Acurio 40 Restaurants, welche auf der ganzen Welt verteilt sind.